# Tornyi Barnabás
Tornyi Barnabás (Gyula, 1953. április 14. –) magyar labdarúgó, labdarúgóedző, valamint a Sport TV szakkommentátora.

## Pályafutása
Tornyi a magyar futball történetében elsősorban diósgyőri ténykedése révén vált ismertté.
Munkásságának, játékos korának ottani része 1978-ban kezdődött, amikor az élvonalban érdekelt klubhoz igazolt. Nyíregyházáról érkezett és a 34 mérkőzés közül 14-ben játszott a tartalékbajnokságban, de a bajnoki bronzérmes csapatban már nem kapott játéklehetőséget Szabó Géza edzőtől. A kosárlabdázó feleségével később Szekszárdra távoztak. Évekkel később, visszatért Miskolcra vezetőedző pozícióban, az élvonalba való feljutásért küzdő Diósgyőrt vette át. A feljutást a III. kerület elleni 1997. júniusi osztályozókon érték el, 0-1 és 2-0-s eredményekkel. 1997/98-ban 11. helyen végzett csapata, a következő bajnokság téli szünetében 3. helyen álltak, amikor a kínzó anyagi gondok miatt elvesztette sikeredzőjét a DFC. 
Később további magyar és külföld klubcsapatoknál ténykedett, akadtak gondok a számára történő pénzügyi elszámolásoknál, melyről egyik interjúban beszélt, s arról, hogy … „pályafutásom alatt egy helyen lehetett normálisan dolgozni, hogy nem akartak beleszólni a munkába és a járandóságomat is időben megkaptam, és ez az olimpiai válogatott volt.”
Katarban új csapatának szakmai munkáját igazgatóként végzi. 
Személyiségét itthon sokan kritizálták, olykor ellenséges megjelenítésben, azonban a sportág iránti elkötelezettségét nem lehet elvitatni. Utóbbi hazai ténykedése a Diósgyőri VTK alakulásának 100. évében, január elején kezdődött és 2010 áprilisában végződött, a Vasas elleni mérkőzésen. (Abban a bajnoki esztendőben a csapatnál előtte két, utána Diósgyőrben egy újabb edző ült a kispadon és a szakmai munka vezetésében.
1995-ben labdarúgó akadémiát alapított az Egyesült Államokban. A felnőtt csapatok edzését követően Floridában vállalt munkát, ahol korosztályos csapatokat edz.
Sajtóbeszámolók szerint 2019 novemberében Orlandóban bolti lopáson érték és letartóztatták. Az edző szerint „félreértésen alapult az egész, és „nem bűnös” végzéssel lezárták az ügyét.”

## Élvonalbeli mérkőzései összesen
1990. VIII. 20. - 2010. IV. 3.
| Fejléc szövege | m   | gy | d  | v  | gólok   | %    |
| -------------- | --- | -- | -- | -- | ------- | ---- |
| Tatabánya      | 46  | 16 | 14 | 16 | 57-64   | 50   |
| Diósgyőr       | 68  | 24 | 18 | 26 | 99-92   | 52,4 |
| Győr           | 15  | 3  | 6  | 6  | 13-19   | 40   |
| ZTE            | 5   | 2  | 2  | 1  | 7-2     | 60   |
| Kispest        | 24  | 8  | 8  | 8  | 40-37   | 50   |
| Vasas          | 9   | 2  | 4  | 3  | 13-17   | 44   |
| Dunaferr       | 17  | 3  | 5  | 9  | 21-32   | 32,4 |
| Siófok         | 4   | 2  | 2  | -  | 3-1     | 75,0 |
| Összesen       | 188 | 60 | 59 | 69 | 253-264 | 47,6 |